# Subsimnia bellamaris
Subsimnia bellamaris är en snäckart som först beskrevs av S. S. Berry 1946.  Subsimnia bellamaris ingår i släktet Subsimnia och familjen Ovulidae. Inga underarter finns listade i Catalogue of Life.